# Selmasaurus
Il selmasauro (gen. Selmasaurus) è un rettile marino estinto, appartenente ai mosasauri. Visse nel Cretaceo superiore (Santoniano - Campaniano, circa 82 - 75 milioni di anni fa) e i suoi resti fossili sono stati ritrovati negli Stati Uniti.

## Descrizione
Questo animale aveva l'aspetto di un tipico mosasauro di medie dimensioni: il corpo doveva essere moderatamente allungato e le zampe erano trasformate in strutture simili a pinne. Selmasaurus, nell'aspetto generale, doveva ricordare altri mosasauri più noti, come Platecarpus e Plioplatecarpus. Una differenza sostanziale era data dalla struttura del cranio, fortemente acinetica: mentre la maggior parte dei mosasauri possedeva un cranio dotato di due tipi di cinesi (mesocinesi e streptostilia) che permettevano alle fauci di allargarsi per ingoiare grandi prede, Selmasaurus possedeva un cranio robusto e corto, che formava un'unità piuttosto rigida.

## Classificazione
Il genere Selmasaurus venne riconosciuto nel 1975 da Samuel Wayne Shannon nella sua tesi di Master "Selected Alabama Mosasaurs", ma questo taxon rimase un nomen nudum fino a quando non venne descritto ufficialmente nel 1988. L'esemplare tipo, precedentemente conservato presso il Servizio Geologico dell'Alabama con il numero di catalogo GSATC 221, venne poi trasferito nel 2005 presso il Museo di Storia Naturale dell'Alabama a Tuscaloosa. L'olotipo consiste in un cranio disarticolato e incompleto, ma ben conservato, l'arco neurale e il centro vertebrale dell'atlante e un singolo arco neurale di una vertebra cervicale. L'olotipo di questa specie, descritta come Selmasaurus russelli, fu trovato nella formazione Mooreville Chalk dell'Alabama occidentale.
Nel 1996 venne ritrovato un altro cranio e uno scheletro parziale molto ben conservato, scoperto da Steve Johnson e dalla sua famiglia in un orizzonte marino del Santoniano/Campaniano della formazione Niobrara, in Kansas occidentale. Donato al Museo di Storia Naturale Sternberg di Hays (Kansas) nel 2001, il fossile venne poi attribuito a una nuova specie di Selmasaurus, S. johnsoni, nel 2008. Il cranio è uno dei migliori crani fossili di mosasauro finora ritrovati, e ha permesso ai paleontologi di capire meglio le relazioni tra i vari generi di mosasauri del Nordamerica. 
Selmasaurus appartiene a quella sottofamiglia di mosasauri nota come plioplatecarpini (Plioplatecarpinae), comprendente forme di medie dimensioni e dal cranio moderatamente allungato. Selmasaurus doveva essere strettamente imparentato con Ectenosaurus, ma possedeva un cranio molto più corto e robusto.